# Panelus ovatus
Panelus ovatus är en skalbaggsart som beskrevs av Shuhei Nomura 1973. Panelus ovatus ingår i släktet Panelus och familjen bladhorningar. Inga underarter finns listade i Catalogue of Life.